# Liu Xuan
Liu Xuan chiń. 劉玄, (albo Gengshidi) (? - zm. 25 n.e.) – cesarz Chin z dynastii Han, panujący w latach 23 - 25 n.e.
Liu Xuan był potomkiem w szóstym pokoleniu cesarza Jingdi, zaś jego rodzina należała do notabli komanderii Nanyang (dzis. południowy Henan). Z powodu udziału w krwawej rodowej waśni Liu Xuan ukrywał się przed władzami. Latem roku 22 na teren komanderii Nanyang wkroczyła jedna z wielu grasujących na terenie Chin od momentu wybuchu powstania Czerwonych Brwi chłopskich armii, zwana Armią Xinshi. W odpowiedzi miejscowi chłopi uformowali własną bandę, nazwaną Armią Pinglin. Liu Xuan przyłączył się do nich i wkrótce został jednym z ich pomniejszych dowódców.
Przywódcą rebelii miejscowej arystokracji, która wybuchła w Nanyang w październiku 22 roku, był Liu Yan, kuzyn Liu Xuana. Oprócz sił miejscowych notabli Liu Yanowi udało się przyciągnąć pod swoje sztandary także Armię Xinshi i Pinglin, oraz inne chłopskie oddziały, Armię znad Dolnej Jangcy. Dzięki tym siłom, mimo początkowej klęski, w styczniu albo lutym 23 roku Liu Yan pokonał dwie armie Wang Manga i opanował większość komanderii Nanyang. Przywódcy jego chłopskich oddziałów zaczęli się teraz obawiać, że Liu Yan zostanie ogłoszony cesarzem i utracą oni swoje wpływy na rzecz arystokracji z Nanyang. Postanowili uprzedzić zatem bieg wydarzeń i 11 marca 23 roku ogłosili cesarzem członka rodu Han należącego do ich oddziałów, to jest Liu Xuana. Przyjął on tytuł Gengshi (Nowy Początek).
Liu Yan musiał pogodzić się z takim biegiem sytuacji, ponieważ zaś nie można było go kompletnie zignorować, w nowym rządzie został ministrem finansów. W tym czasie wojska rebeliantów oblegały stolicę komanderii, miasto Wan (dzis. Nanyang). Wang Mang wysłał na odsiecz miastu wielką armię, która w początkowych starciach pokonała siły buntowników, jednak 7 lipca 23 roku poniosła klęskę w wielkiej bitwie pod Kunyangiem. Zwycięstwo w tej decydującej bitwie Genshidi zawdzięczał przede wszystkim militarnym zdolnościom Liu Xiu, brata Liu Yana. Mimo to niedługo po niej Liu Yana pod fałszywymi zarzutami skazano na karę śmierci. Lokalni urzędnicy zaczęli teraz uznawać władzę Gengshidi, który pomaszerował na stolicę cesarstwa Chang’an. Jeszcze przed jego przybyciem, 6 października 23 roku, miejscowi rebelianci zabili Wang Manga i odesłali nowemu cesarzowi jego głowę. Niedługo potem wojska Gengshidi zajęły Luoyang, drugie pod względem wielkości miasto w kraju, i zdecydował on się umieścić tam swoją stolicę.
W tym momencie Gengshidi kontrolował najbogatsze tereny rolnicze kraju, zamieszkane przez około 40% ludności, popełnił jednak błędy, które miały go kosztować utratę tronu. Wysłał on Liu Xiu z samodzielną misją na północ, co uwolniło go spod jego bezpośredniej kontroli i pozwoliło na działanie we własnym interesie. Właściwie zignorował przywódców Czerwonych Brwi, którzy chcieli się z nim porozumieć, przyznając im wprawdzie tytuły markizów (hou), lecz poza tym nie oferując żadnego udziału w rządach. Mimo sprzeciwu przywódców swoich chłopskich oddziałów w marcu 24 roku przeniósł stolicę z powrotem do Chang’anu, który stanowił strategiczną pułapkę, jeśli tylko wrogiej armii udało się przedrzeć przez chroniące go przełęcze. Wkrótce pozbawił także chłopskich przywódców udziału w rządzie, choć nie dowództwa nad armią, pozbawiając ich tytułów i wysyłając z dala od Chang’anu. Teraz Gengshidi był otoczony jedynie przez dawną arystokrację Nanyangu.
W rezultacie tych posunięć nowy cesarz utracił inicjatywę. Zdobyte rok wcześniej bogate obszary Wielkiej Równiny wyrwały się spod jego kontroli. Liu Xiu zbudował własną armię i stał się panem północnej części Wielkiej Równiny, zaś Czerwone Brwi wyruszyły przeciwko Chang’anowi, wysuwając jako pretendenta do tronu niejakiego Liu Penzi. Obrona Chang’anu jednocześnie przeciwko armiom Liu Xiu i Czerwonych Brwi była zadaniem bardzo trudnym, a tymczasem nienawiść pomiędzy stronnictwami arystokracji z Nanyangu i przywódców chłopskich w obozie Gengshidi osiągnęła takie rozmiary, że przybrała postać walki wręcz w pałacu w Chang’anie. Przywódcy chłopscy przegrali i uciekli do Czerwonych Brwi. W październiku 25 roku ich oddziały zajęły Chang’an. Gengshidi początkowo uciekł, został jednak schwytany przez swojego byłego urzędnika i oddany w ręce swoich zwycięzców. Abdykował teraz na rzecz Liu Penzi, któremu przekazał cesarską pieczęć. Pozostawiono mu tytuł króla (Wang), musiał jednak wypasać konie. Wkrótce pod naciskiem nienawidzących go przywódców chłopskich z jego dawnego stronnictwa uduszono go. Gengshidi, podobnie jak Wang Mang, nie został uznany za prawowitego cesarza przez oficjalną historiografię. Ban Gu, chcąc uzasadnić czemu nie zasługiwał on na Mandat Niebios, w sposób niesprawiedliwy odmalował go w Księdze Hanów jako pozbawionego rozsądku pijaka.